# Џанкшон Сити (Орегон)
Џанкшон Сити (енгл. Junction City) град је у америчкој савезној држави Орегон.

## Демографија
По попису из 2010. године број становника је 5.392, што је 671 (14,2%) становника више него 2000. године.
| Група             | 2000.         | 2010.         |
| Белци             | 4.131 (87,5%) | 4.635 (86,0%) |
| Афроамериканци    | 14 (0,3%)     | 37 (0,7%)     |
| Азијати           | 28 (0,6%)     | 34 (0,6%)     |
| Хиспаноамериканци | 391 (8,3%)    | 483 (9,0%)    |
| Укупно            | 4.721         | 5.392         |